# Anthem of the Seas
Anthem of the Seas — круизное судно компании Royal Caribbean International. Второй корабль компании класса Quantum (первый - Quantum of the Seas). Введён в эксплуатацию 22 апреля 2015 года.

## Строительство

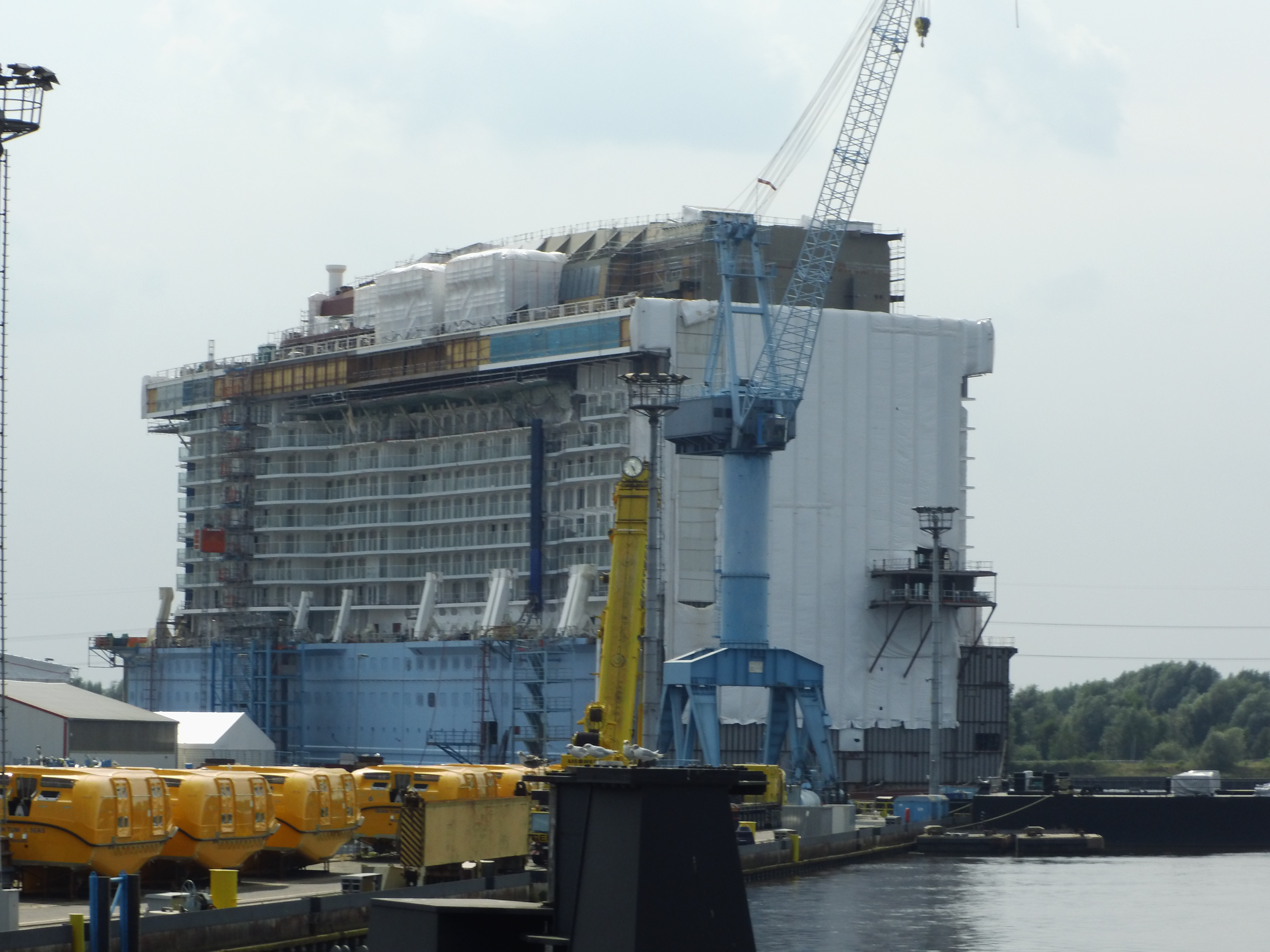
Корабль в процессе строительства (2 августа 2014 года)

11 февраля 2011 года RCI объявила, что на немецкой верфи Meyer Werft для неё будут построены корабли нового класса, известного тогда под кодовым именем Project Sunshine. Первый корабль (Quantum of the Seas) совершил первое плавание в ноябре 2014 года. RCI объявила о строительстве второго корабля 29 февраля 2012 года, была объявлена дата завершения строительства — весна 2015 года. 31 октября 2013 года RCI объявила официальное название класса и первых двух кораблей класса — Quantum, а корабли — Quantum of the Seas и Anthem of the Seas. Строительство корабля было завершено весной 2015 года.

## Рейсы
10 апреля 2015 года корабль привезли к RCI. 15 апреля он причалил в Саутгемптон, Англия, а 22 апреля совершил 8-дневный круиз во Францию и в Испанию. После этого летом 2015 года были совершены круизы в Средиземное море, Северную Европу и на Канарские острова. С ноября 2015 года корабль находится в порту Мыс Свободы в Байонне, штат Нью-Джерси, США, совершая круизы в Канаду, на Карибы и на Бермуды.